# ル・テリブル (原子力潜水艦・2代)
ル・テリブル（フランス語：Le Terrible, S 619）は、フランス海軍の原子力潜水艦。ル・トリオンファン級原子力潜水艦の4番艦。艦名は恐怖を意味するフランス語から。この名を受け継いだ艦としては17代目にあたる。

## 艦歴
「ル・テリブル」は、DCNSシェルブール工廠で2000年10月24日に起工、2008年3月21日進水、2010年9月20日就役。ロング島基地に配備されている。
2008年3月21日にDCNCシェルブール造船所で挙行された進水式では、ニコラ・サルコジ大統領の手により進水した。M51SLBMの発射試験などを行った後、初のM51搭載艦として2010年9月に就役した。就役当時は初期型のM51.1を搭載していたが、2024年現在は改良型のM51.2へ換装されている。